# Streblocera dayuensis
Streblocera dayuensis är en stekelart som beskrevs av Wang 1983. Streblocera dayuensis ingår i släktet Streblocera och familjen bracksteklar. Inga underarter finns listade i Catalogue of Life.